# 高中正義
高中 正義（たかなか まさよし、出生名:劉 正義（りゅう まさよし）、1953年3月27日 - ）は、日本のギタリスト、音楽プロデューサー、作曲家である。東京都北区赤羽生まれ、品川区大井育ち。

## 人物
1971年、当時高校生の頃にデビューして以来、日本のロック界、フュージョン界を代表するギタリストの一人である。
使用するギターは、本人の特注色であるラグーンブルーのヤマハのSGが代表的であったが、昨今はサディスティック・ミカ・バンド在籍時から所有しているフェンダー社製のストラトキャスターモデルも主に使用している。

## 来歴

### 生い立ち
中国人（南京市出身）の父親と日本人の母親の間に生まれる。父は第二次世界大戦後に中国から来日して高中姓の母と結婚したことから、小学4年生の時に正義本人も日本へ帰化して劉正義から高中正義を名乗ることになったという。生まれは北区赤羽だが、生後まもなく品川区大井町へ移転。商店街で「雀荘三元閣」を営んでいた。小学校は私立小野学園へ入学。中学から女子校になるので私立武蔵工業大学付属中学校（現:東京都市大学付属中学校）へ進学。ギターばかり弾いている日々だったが成績はトップクラスで、東京都立日比谷高等学校から東京大学を目指し外部高校受検をするも当時の学校群制度により東京都立九段高等学校に合格。不本意な結果だったため、武蔵工業大学付属高等学校へ内部進学。高校在学中、府中の米軍基地にあるAIRMAN'S Clubでグランド・ファンク・レイルロードやジミ・ヘンドリックスのコピーバンドで演奏した記録が残っている。

### デビュー
高校3年生のときに、エイプリル・フールのコンサート中に酔っ払ったメンバーの「誰かギターを代わりに弾いてくれ」という呼びかけに応じて、客席から学生服のままステージに上がり演奏したことがプロ・デビューのきっかけとなる。
柳田ヒログループの一員として、1971年7月日比谷野音で開催された岡林信康の「岡林信康自作自演コンサート 狂い咲き」でバッキングを務める。同年8月に、成毛滋とつのだ☆ひろのストロベリー・パスのサポートとしてロックイベント「箱根アフロディーテ」に出演し、1カ月後に正規メンバーに迎えられフライド・エッグと改称。このプロデビュー時は本人の意に反してベースを担当させられる。成毛滋に日々レッスンを受け、音楽理論とギター奏法の基礎を叩き込まれる。並行して成毛の紹介によりベーシストとしてスタジオ・ミュージシャンの仕事も始める。

### サディスティック・ミカ・バンドのメンバーとして活動
フライド・エッグ解散後、加藤和彦が結成したサディスティック・ミカ・バンドに参加し、ここからプロ・ギタリストとして活動していくようになる。スタジオ・ミュージシャンの仕事も徐々にギタリストへ移行していく。
1975年、サディスティック・ミカ・バンド解散後は、残ったバンドメンバーの高橋ユキヒロ、後藤次利、今井裕らとサディスティックスを結成する。翌1976年、自身初のソロアルバム『SEYCHELLES』を発表し、以降はサディスティックスとソロ活動を併行していくようになる。他のメンバーもソロ活動と掛け持ちし、いずれもソロ活動のほうに比重を置くようになったため、サディスティックスは自然消滅するように1978年に解散していった。

### ソロギタリストとして活動
サディスティックス解散後はソロ・アーティストとして活動していき、毎年コンスタントに1〜2枚のペースで発表していったソロアルバムは、自身のオリジナル曲を中心としたギター・インストゥルメンタル曲で構成されたことにより、それまでのロックから当時盛り上がりはじめていたフュージョンのフィールドに活動がカテゴライズされるようになる。リスナー層は、フュージョン黎明期の楽器を嗜むアマチュアミュージシャンといった限られた層だけではなく、夏や海を連想させる親しみやすい曲調で当時のトロピカル・ブームとも相まって、早くから流行に敏感な若者層全般まで支持を広げていた。
フュージョン・ブームが頂点を指した1979年、代表曲となる「BLUE LAGOON」が収録されたアルバム『JOLLY JIVE』を発表し、さらにその直後には日本武道館で井上陽水とのジョイントコンサートを行って話題となり、ここで人気が爆発した。
1981年、イタリアの画家ウル・デ・リコの絵本「虹伝説」から得たインスピレーションによって制作したコンセプトアルバム『虹伝説 THE RAINBOW GOBLINS』を発表。同年の第23回日本レコード大賞企画賞を受賞したほか、アルバムとともにその世界観をステージに再現した大掛かりなライブは大反響を起こす。1982年、アルバム『SAUDADE』が初のオリコン・アルバムチャート第1位を記録するなど、フュージョン・ブームが収束していった後も人気は継続していった。

### レコード会社の移籍、音楽の方向性の変化
1985年、レコード会社をKitty Recordsから東芝EMIに移籍してアルバム『TRAUMATIC 極東探偵団』を発表。それまでのトロピカル・ミュージック路線から洋楽を意識したダンス・ミュージック路線にシフトしていくようになり、フュージョン色は消えていくようなる。1980年代末は日本とアメリカのマイアミを行き来するようになり、現地で活動していたマイアミ・サウンド・マシーンとコラボレーションした音楽制作をするようにもなった。
1992年発表のアルバム『Fade to blue』からはダンス・ミュージック路線を抑えて、以前のようなギター・インストゥルメンタルによるフュージョン色が濃い路線に回帰していく。

### 2000年代以降
2000年代に入り、個人レーベルの「Lagoon Records」を設立してからは、それまで年一枚のペースで出していたオリジナル・アルバムの発表は鈍くなるも、それに替わって毎年のライブDVDの制作と発表に力を入れていくようになる。

## オールドストラトキャスター
2ndアルバム『TAKANAKA』のジャケット写真で高中が持っているオールドストラトキャスターは、六文銭のギタリスト原茂より譲り受けたもの。サディスティック・ミカ・バンド時代から使用を開始したが、当時からボディの特徴は1958年、ネックは1964年貼りメイプルという別年代のミックス。ヘッドのロゴは消えているが、正真正銘のフェンダー製である。近年はネックのメンテナンスが限界になったため、一旦国内の工房にてネックを製作した後、フェンダー・カスタム・ショップにて同仕様のネックを製作し交換した。その際に22フレットになっている。外された古いネックは高中本人の手元にある。2007年にこの仕様をベースとしたフェンダー・カスタムショップ製のストラトキャスター「Masayoshi Takanaka Stratocaster」が製作・市販された。
2014年にはシグネイチャー第2弾として「Fender Custom Shop TAKANAKA STRATOCASTER II ～一番好きな海の色～」が50本限定で製作・市販された。製作は前述の「Masayoshi Takanaka Stratocaster」と同じくマスタービルダーであるデニス・ガルスカが担当。

## ヤマハSGモデル
初期はギブソン・レスポールJr、前述のストラト、ミカバンド時代は富豪でコレクターであった加藤和彦のギターを借用して演奏していたが、1976～77年頃からヤマハSG1000を使用するようになる。これはヤマハ側からのアプローチによるもので、無償贈呈される形で入手した。
以後ストラトと並んでメインのギターとなるが、実は高中自身ヤマハとエンドース契約を結んだことは一度もないとのこと。
高中SG一号機となったラージヘッド、ラッカー塗装のレッドサンバーストSG1000は、基本仕様は市販品と同じ。後にピックガードを外してセンターの位置にARPのギターシンセ「AVATAR」のピックアップを取り付けられた。現在はファン所有だが、後のエピソードはファンのサイトに詳しい。
2号機となったレッドサンバーストのSG1000はスモールヘッド仕様。1978年ころから見受けられたが、虹伝説ライヴのための改造の過程で廃棄された模様。この経緯もファンのサイトに詳しい。
現在も使用されておなじみになっているブルーのSG2000は、1979年12月23・24日に日本武道館で行われた「井上陽水高中正義クリスマスコネクション・スーパーライブ！」のためにオーダーされた。高中サイドからオーダーされた内容は「沖縄の海の色」という一点のみで、他は市販品と同仕様。当時の一部雑誌等でSG1000固有の「バイサウンド、ダイレクトサーキット搭載」という記載があったがこれは誤り。一旦は黒色エスカッションとピックガードで完成したが、ヤマハスタッフの判断で廉価版に使用されていたアイボリーのものに双方交換され納入された。伊豆ポリドールスタジオ（現・伊豆キティスタジオ）での合宿リハーサル時にはアイボリーピックガードが付いたままの姿が写真に残っている。1980年後半にヤマハ製作の本人専用オープンタイプのアイボリー色ピックアップに交換。消耗品交換など細かいメンテナンスはされているが、主な仕様は現在もこのまま。「SG2000MT」という名称は1998年に発売されたシグネチャーモデルのもので、SGに関してはこれ以降も高中本人のギターには特に名称はない。
1980年後半にはホワイト色のSG2000が追加される。ピックアップはブルーと同様の本人専用、ピックガードは最初から付いていないのでネジ穴も無い。他は80年の市販品と同仕様。後年フロイド・ローズが取り付けられ、当時流行のアーミング奏法に使用されたが現在所在は不明。
その後20年近くを経た1998年に、上記のブルーSGのレプリカとして初の公式モデル「SG-2000MT」が発売されるが、この際にもまったく同色のブルーは認められず、オリジナルよりもやや暗めの色が指定された。しかし自身の公式ブログの中でファンの一人が『あのブルーのSG2000は盗難にあったと聞きましたが、本当ですか?』との質問に対し、『もう憶えてない、、です。とにかく、無いです。』と返答している。しかしその後、ブルーのSG2000については奇跡的にも発見され、2010年9月22日（中野サンプラザ）・23日（森ノ宮ピロティホール）・26日（Zepp Nagoya）の3日間開催された『2010軽井沢白昼夢TOUR』（高中正義40周年前年祭）のステージ中で復活を遂げ、ファンもその無事の存在に安堵し、時空を超えてブルーSGのその懐かしい音に浸った。2000年代以降はライブ中にメーカーやタイプを問わずさまざまなギターを持ち替えるスタイルとなっていたが、この復活以降はオープニングやエンディングに使われる定番曲では必ずといっていいほどこのブルーSGが登場している。
またこの間の1988年、上のブルーのSG-2000とは別の流れとしてまったく仕様の異なる「SG-T」が発売された。これは当時の本人のスタイルに合わせ、1980年代から大幅なモディファイが加えられており、ベース器と見られるSG-3000的な装飾のほか、機能面では本来二つ搭載されているハムバッキングピックアップの中間にシングルコイルピックアップが設けられている点と、大胆なアーム奏法に耐えうるロック式トレモロユニットである「YAMAHA Rockin'Magic」が搭載されている点がすぐに目を引く。市販されたSG-Tでは、トレモロユニットの可動部分がベアリング駆動となった「YAMAHA Rockin' Magic Pro」が採用されている。ボディ色はラグーンブルーというよりは濃いシースルーネイビーブルーで、T、A、K、Nの4文字のアルファベットとヤシの木のモチーフが、小型の金色とホログラムのインレイでランダムにちりばめられている。このデザインは高中本人が映画『新サイコ』のあるシーンから着想したものという。また、初期に製作されたアーム付きの高中モデルSGの中には、ランダムに散りばめられたインレイが、細かい短冊状の物もあったが、これは市販されていない。高中本人が使用しているギターにはワイヤレストランスミッターとチューナー、LEDポジションマークが組み込まれているシースルーレッドの物が存在した。
アーム付きの高中モデルSGとしては1998年にSG-T2が発表されたが、SG-Tとの大きな違いはトーンを廃してアクティブ回路(高域と低域の同軸二連ポット)が搭載された事と、トレモロユニットが「RM-ProⅢ」に変更されたことであった。このギターも高中本人のギターにはワイヤレストランスミッターが組み込まれた物や、アルバム「虹伝説Ⅱ」のアルバムジャケットのアートワークをプリントした物が存在する。
2003年頃には、ヤマハから提供を受けたSGの試作品を使用していた。従来のSG-Tと比べ、ロック式トレモロユニットが廃され、通常のSGと同様のストップテールピースとブリッジという構成に改められ、さらにアクティブサーキットが廃された非常にシンプルな構成となった。木目の美しいカエデを使用したギターで市販が望まれていたが、結局フェンダー・ストラトキャスターに取って代わられ、発売されることはなかった。
ヤマハのギターは1990年代から徐々に姿を見せなくなることが多くなり、ベスタクスやフェンダー・ストラトキャスター(サディスティック・ミカバンド時代から使用している1960年代の物や初期型のジェフ・ベックモデル、フェンダー・カスタム・ショップ製等)を使用する比率が増え、近年ではヤマハとのエンドースメント契約も無いようで、ステージで時折数曲で使用する程度となっている。

## エピソード・逸話
演奏スタイルは、インプロヴィゼーションよりも楽曲そのもののまとまりを重要視しており、ジャズやフュージョンというよりも様式美を重んじるタイプのロックのそれに近い。また、ベンチャーズの影響を受けたのか、コンサートでモズライト・ギター（ベンチャーズ・モデル）を使用し、「十番街の殺人」や「キャラバン」などをカヴァーしている。ライブにおいてもいわゆるアドリブと呼ばれる部分も、初出の音源のものに準じているのが基本であり、長尺の曲の後半でスリリングな演出を仕掛けることが多い。
当初ソロデビュー時は、自分でボーカルを取るつもりであったが、「デモテープも録ってみたんだけど、先天的に音痴みたいで(笑)」とのことから、ギターでメロディを取る現在のスタイルになったという。ボーカリストを迎えた曲も存在するが、基本的には自身のギターがメインとなっている。これについても「上手いボーカルを入れればいいんだけど、そうすると自分がメインじゃなくなるから嫌なの(笑)」と語っている。アルバムによってはラッパーを迎えたヒップホップ風の楽曲や、アコースティック色の強いアルバムなど豊富なバリエーションがあるが、基本的には本人のギターがボーカルの代わりとしてメインの位置にいるスタイルが下地となっている。
昔からラメのジャンプスーツなどのド派手のファッションで有名。「とにかく派手にしてくれ」とオーダーメイドで洋服屋に作らせたと言う。また、1970年代から金髪や緑髪にもしており、被り物もよく被っていた。近年は、派手な衣装はあまり着なくなったが、サーフィンギターというサーフボードをくり抜いて作ったギターをライブなどでよく使っている。最近では、フェンダーのリゾネーター・ギターのトップに鉄道模型の線路を敷いたギターや、フェンダー・カスタム・ショップ製の「TAKANAKA STRATOCASTER」のプロトタイプに鉄道模型の情景素材やZゲージの鉄道模型の線路を組み込み、自動往復させながら演奏可能なギターを演奏して、観客へのサービス心は健在である。これらのギターへの装飾加工は鉄道模型作家の諸星昭弘によって施されている。

## ディスコグラフィ

### シングル
| #                   | 発売日         | タイトル | c/w |
| Kitty Records       | Kitty Records  | Kitty Records | Kitty Records                                                                                                |
| ------------------- | -------------- | --- | --- |
| 1st                 | 1976年8月1日   | SWEET AGNES 作詞：Tan Tan 作曲：高中正義 編曲：高中正義 | トーキョー レギー 作詞：高橋ユキヒロ 作曲：高中正義 編曲：高中正義                                           |
| 2nd                 | 1977年2月1日   | MAMBO NO.5 (DISCO DANGO) 作詞：Chris Mosdell 作曲：Perez Prado 編曲：高中正義                                                                                     | OH! TENGO SUERTE 作詞：高橋ユキヒロ 作曲：高中正義 編曲：高中正義                                            |
| 3rd                 | 1978年7月1日   | STAR WARS SAMBA 作曲：John Williams 編曲：高中正義 | BELEZA PULA 作曲：高中正義 編曲：高中正義                                                                    |
| 4th                 | 1979年12月1日  | パラレル・ターン 作詞：すずきしゅう 作曲：高中正義 編曲：高中正義                                                                                                 | TAJ MAHAL 作詞：ジョルジュ・ベン 作曲：ジョルジュ・ベン 編曲：高中正義                                       |
| 5th                 | 1980年5月21日  | Blue Lagoon 作曲：高中正義 編曲：高中正義 | Ready To Fly 作曲：高中正義 編曲：高中正義                                                                   |
| 6th                 | 1980年6月21日  | MY SECRET BEACH 作詞：すずきしゅう 作曲：高中正義 編曲：高中正義                                                                                                  | EARLY BIRD 作曲：高中正義 編曲：高中正義                                                                     |
| 7th                 | 1981年5月1日   | YOU CAN NEVER COME TO THIS PLACE 作曲：高中正義 編曲：高中正義 ストリングスアレンジ：星勝                                                                         | SOON 作曲：高中正義 編曲：高中正義 ストリングスアレンジ：星勝                                                |
| 8th                 | 1981年12月1日  | alone 作曲：高中正義 編曲：高中正義 | SPEED OF LOVE 作曲：高中正義 編曲：高中正義                                                                  |
| 9th                 | 1982年11月10日 | SAUDADE 作曲：高中正義 編曲：高中正義 and Narada Michael Walden                                                                                                   | Chill Me Out 作詞：Narada Michael Walden 作曲：高中正義 編曲：高中正義 and Narada Michael Walden             |
| 10th                | 1983年1月25日  | To you 作曲：高中正義 編曲：高中正義 | EONA 作曲：高中正義 編曲：高中正義                                                                           |
| 11th                | 1983年7月1日   | JUMPING TAKE OFF 作曲：高中正義 編曲：高中正義 | TEARS OF THE SUN 作詞：Chris Mosdell 作曲：高中正義 編曲：高中正義                                           |
| 12th                | 1984年4月25日  | ようこそ、夏の王国へ。 作詞：Chris Mosdell 作曲：高中正義 編曲：高中正義                                                                                          | DANCING TO CAT GUITAR 作詞：Chris Mosdell 作曲：高中正義 編曲：高中正義                                      |
| 東芝EMI / EASTWORLD |                | | |
| 13th                | 1985年6月21日  | 渚・モデラート 作詞：リリカ新里 作曲：高中正義 編曲：高中正義・新川博                                                                                             | Chase 作曲：高中正義 編曲：高中正義・新川博                                                                  |
| 14th                | 1985年11月1日  | エピダウロスの風 作詞：リリカ新里 作曲：高中正義 編曲：高中正義                                                                                                   | ILLUSION 作詞：リリカ新里 作曲：高中正義 編曲：高中正義                                                      |
| 15th                | 1986年3月31日  | CHINA 作詞：Jeff Brown 作曲：高中正義 編曲：高中正義・新川博 | Jackie's Trail 作詞：Jeff Brown 作曲：高中正義 編曲：高中正義・新川博                                        |
| 16th                | 1986年6月4日   | SHAKE IT 作詞：リリカ新里 作曲：高中正義 編曲：高中正義 | JUNGLE JANE 作詞：リリカ新里 作曲：高中正義 編曲：高中正義                                                   |
| 17th                | 1986年11月1日  | WARM SUMMER WOMAN 作曲：高中正義 編曲：高中正義 | WHEN YOU'RE NEAR ME 作詞：Joey Carbone 作曲：高中正義 編曲：高中正義                                         |
| 18th                | 1987年5月1日   | BAD CHICKEN 作曲：高中正義 編曲：高中正義 | SUMMER YOU 作詞：クララ新里 作曲：高中正義 編曲：高中正義                                                    |
| 19th                | 1987年11月25日 | SMOOTHER 作曲：高中正義 編曲：高中正義 | STANDING ON THE EDGE OF LOVE 作詞：Daryl Canada 作曲：高中正義 編曲：高中正義                                |
| 20th                | 1988年6月5日   | SHADY LADY 作曲：Ed Calle 編曲：Emilio Estefan Jr., Jorge Casas, Clay Ostwald                                                                                     | BLUE LAGOON (New Version) 作曲：高中正義 編曲：高中正義                                                      |
| 21st                | 1988年9月4日   | BISCAYNE BLUE 作曲：高中正義 編曲：高中正義 | PIMIENTA (HOT PEPPER) 作曲：Ed Calle 編曲：Emilio Estefan Jr., Jorge Casas, Clay Ostwald                     |
| 22nd                | 1989年7月19日  | THE PARTY'S JUST BEGUN 作詞：Wille Perez-Feria, Bill Duncan 作曲：Wille Perez-Feria, Bill Duncan 編曲：Bill Duncan, Clay Ostwald, Jorge Casas                     | SUITE “KEYS” 作曲：高中正義 編曲：高中正義                                                                   |
| 23rd                | 1990年6月27日  | Can You Feel It 作詞：高中正義, Rodney Antoon 作曲：高中正義, Rodney Antoon 編曲：高中正義, Rodney Antoon                                                         | Dancin' In Jamaica 作詞：高中正義, Rodney Antoon 作曲：高中正義, Rodney Antoon 編曲：高中正義, Rodney Antoon |
| 24th                | 1991年11月6日  | BALLADE 2U 作曲：高中正義 編曲：BAnaNa・高中正義 | NAGISA '91 作曲：高中正義 編曲：井上鑑・高中正義                                                             |
| 25th                | 1993年8月30日  | NAPOLEON FUNK 作曲：高中正義 編曲：高中正義・岩崎文紀 | AQUAPLANET 作曲：高中正義 編曲：高中正義                                                                     |
| 26th                | 1993年12月1日  | BLUE SHARK 作曲：高中正義 編曲：高中正義 | TRIGGERFISH 作曲：高中正義 編曲：高中正義                                                                    |
| 27th                | 1994年7月20日  | ANOTHER SUMMER DAY 作詞：Tom Fitzgerald 作曲：高中正義 編曲：高中正義                                                                                             | TWO OF US 作曲：Ralph McDonald, William Saltana, Bill Withers 編曲：高中正義                                 |
| 28th                | 1996年5月29日  | KOREYA! 作曲：高中正義 編曲：高中正義 | PURPLE HAZE 作曲：Jimi Hendrix 編曲：高中正義                                                                |
| 29th                | 1996年7月3日   | TAKAJAZZ 作詞：Paul Keuzenkamp, John Helder and Hans Dulfer 作曲：Paul Keuzenkamp, John Helder and Hans Dulfer 編曲：Paul Keuzenkamp, John Helder and Hans Dulfer | GUITAR WONDER 作曲：高中正義 編曲：Paul Keuzenkamp, John Helder and Hans Dulfer                              |
| 30th                | 1997年5月28日  | Into the Sky 作曲：高中正義 編曲：高中正義・田辺恵二 | Heaven and Earth 作曲：高中正義 編曲：高中正義 ストリングスアレンジ：千住明                                  |
| 東芝EMI / EXPRESS   |                | | |
| 31st                | 1998年6月24日  | 家路 作曲：高中正義 編曲：高中正義 | Beach 作曲：高中正義 編曲：高中正義                                                                          |

### 12inchシングル
| #                   | 発売日              | タイトル                                                                         | c/w |
| 東芝EMI / EASTWORLD | 東芝EMI / EASTWORLD | 東芝EMI / EASTWORLD                                                              | 東芝EMI / EASTWORLD                                                                                          |
| ------------------- | ------------------- | -------------------------------------------------------------------------------- | --- |
| 1st                 | 1985年6月21日       | CHINA (EXTENDED CLUB MIX) 作詞：Jeff Brown 作曲：高中正義 編曲：高中正義・新川博 | CHINA (ALBUM MIX) 作詞：Jeff Brown 作曲：高中正義 編曲：高中正義・新川博                                     |
| 2nd                 | 1986年9月3日        | SHAKE IT (EXTENDED VERSION) 作詞：リリカ新里 作曲：高中正義 編曲：高中正義       | WHEN YOU'RE NEAR ME 作詞：Joey Carbone 作曲：高中正義 編曲：高中正義                                         |
| 2nd                 | 1986年9月3日        | SHAKE IT (EXTENDED VERSION) 作詞：リリカ新里 作曲：高中正義 編曲：高中正義       | TEASER 作詞：Jeff Brown 作曲：高中正義 編曲：高中正義・新川博                                                |
| 3rd                 | 1986年11月29日      | サンタが町にやって来る 作詞：Hoven Gillespie 作曲：J. Fred Coots 編曲：高中正義  | 白銀のギター 作曲：高中正義 編曲：高中正義                                                                   |
| 4th                 | 1987年8月21日       | BAD CHICKEN (Dance Mix) 作曲：高中正義 編曲：高中正義                            | SIDE 1：オールナイト 作詞：Daryl Canada 作曲：高中正義 編曲：高中正義                                        |
| 4th                 | 1987年8月21日       | BAD CHICKEN (Dance Mix) 作曲：高中正義 編曲：高中正義                            | SIDE 2：BAD CHICKEN (Dub Mix) / PART 1(Dub The Chicken)／PART 2(House Chicken) 作曲：高中正義 編曲：高中正義 |

### アルバム

#### オリジナル・アルバム
| #                   | 発売日         | タイトル                   |
| Kitty Records       | Kitty Records  | Kitty Records              |
| ------------------- | -------------- | -------------------------- |
| 1st                 | 1976年7月1日   | SEYCHELLES                 |
| 2nd                 | 1977年3月5日   | TAKANAKA                   |
| 3rd                 | 1977年12月1日  | AN INSATIABLE HIGH         |
| 4th                 | 1978年7月21日  | BRASILIAN SKIES            |
| 5th                 | 1979年12月1日  | JOLLY JIVE                 |
| 6th                 | 1980年6月1日   | T-WAVE                     |
| 7th                 | 1981年3月10日  | 虹伝説 THE RAINBOW GOBLINS |
| 8th                 | 1981年12月10日 | alone                      |
| 9th                 | 1982年9月10日  | SAUDADE                    |
| 10th                | 1983年10月5日  | CAN I SING?                |
| 11th                | 1984年7月10日  | 夏・全・開                 |
| 東芝EMI / EASTWORLD |                |                            |
| 12th                | 1985年7月21日  | TRAUMATIC 極東探偵団       |
| 13th                | 1986年7月2日   | JUNGLE JANE                |
| 14th                | 1987年6月5日   | RENDEZ-VOUS                |
| 15th                | 1988年7月6日   | HOT PEPPER                 |
| 16th                | 1989年7月26日  | GAPS!                      |
| 17th                | 1990年9月5日   | NAIL THE POCKET            |
| 18th                | 1992年7月4日   | Fade to blue               |
| 19th                | 1993年7月28日  | AQUAPLANET                 |
| 20th                | 1994年7月20日  | WOODCHOPPER'S BALL         |
| 21st                | 1996年7月17日  | Guitar Wonder              |
| 22nd                | 1997年6月25日  | 虹伝説II THE WHITE GOBLIN  |
| 東芝EMI / EXPRESS   |                |                            |
| 23rd                | 1998年7月8日   | Bahama                     |
| 24th                | 1999年7月23日  | WALKIN'                    |
| Lagoon Records      |                |                            |
| 25th                | 2000年7月19日  | Hunpluged                  |
| 26th                | 2001年7月18日  | GUITAR DREAM               |
| 27th                | 2004年7月22日  | Surf & Turf                |
| 28th                | 2009年7月22日  | 夏道                       |
| 29th                | 2010年7月21日  | 軽井沢白昼夢               |
| 30th                | 2011年7月20日  | 40年目の虹                 |

#### ミニアルバム
| #                   | 発売日         | タイトル       |
| Kitty Records       | Kitty Records  | Kitty Records  |
| ------------------- | -------------- | -------------- |
| 1st                 | 1980年9月1日   | FINGER DANCIN' |
| 東芝EMI / EASTWORLD |                |                |
| 2nd                 | 1990年11月28日 | O' HOLY NIGHT  |

#### カバー/セルフカバーアルバム
| #                   | 発売日              | タイトル            |
| 東芝EMI / EASTWORLD | 東芝EMI / EASTWORLD | 東芝EMI / EASTWORLD |
| ------------------- | ------------------- | ------------------- |
| 1st                 | 1991年7月26日       | Ballade             |
| 2nd                 | 1995年4月8日        | COVERS              |
| Lagoon Records      |                     |                     |
| 3rd                 | 2002年9月19日       | The Moon Rose       |
| 4th                 | 2006年11月1日       | SADISTIC TAKANAKA   |
| 5th                 | 2011年12月14日      | Ukulele SEYCHELLES  |
| 6th                 | 2015年9月9日        | My Favorite Songs   |

#### ライブアルバム
| #                       | 発売日         | タイトル                                        |
| Kitty Records           | Kitty Records  | Kitty Records                                   |
| ----------------------- | -------------- | ----------------------------------------------- |
| 1st                     | 1980年3月1日   | SUPER TAKANAKA LIVE!                            |
| 2nd                     | 1982年6月1日   | OCEAN BREEZE                                    |
| 東芝EMI / EASTWORLD     |                |                                                 |
| 3rd                     | 1986年12月20日 | JUNGLE JANE TOUR LIVE                           |
| 4th                     | 1991年2月27日  | ONE NIGHT GIG                                   |
| 東芝EMI / EXPRESS       |                |                                                 |
| 5th                     | 1997年12月10日 | 虹伝説II LIVE AT BUDOKAN 過去へのタイムマシン   |
| Sony Music Distribution |                |                                                 |
| 6th                     | 2001年12月5日  | THE MAN WITH THE GUITAR -recorded at LIVETERIA- |
| Lagoon Records          |                |                                                 |
| 7th                     | 2001年12月19日 | 30th Anniversary POWER LIVE with friends        |
| 8th                     | 2002年12月18日 | TAKANAKA 2002 LIVE+Season Greetings             |
| IVY Records             |                |                                                 |
| 9th                     | 2014年9月3日   | SUPER STUDIO LIVE!                              |

#### リミックスアルバム
| #                   | 発売日              | タイトル                          |
| 東芝EMI / EASTWORLD | 東芝EMI / EASTWORLD | 東芝EMI / EASTWORLD               |
| ------------------- | ------------------- | --------------------------------- |
| 1st                 | 1996年12月4日       | TAKANAKA REMIX THE BEST           |
| キティMME           |                     |                                   |
| 2nd                 | 2001年12月19日      | REMIX LAGOON 〜高中正義REMIXIES〜 |

#### 企画アルバム
| #                             | 発売日                        | タイトル                                |
| ビクター音楽産業 / Invitation | ビクター音楽産業 / Invitation | ビクター音楽産業 / Invitation           |
| ----------------------------- | ----------------------------- | --------------------------------------- |
| 1st                           | 1978年11月25日                | ON Guitar                               |
| 東芝EMI / EASTWORLD           |                               |                                         |
| 2nd                           | 1992年8月5日                  | LITTLE RICHARD MEETS MASAYOSHI TAKANAKA |

#### ベスト・アルバム
| #    | 発売日         | タイトル                                             | 販売元                                |
| ---- | -------------- | ---------------------------------------------------- | ------------------------------------- |
| 1st  | 1979年6月21日  | All Of Me                                            | Kitty Records                         |
| 2nd  | 1981年         | スーパー・セレクション                               | ビクター音楽産業 / Invitation         |
| 3rd  | 1981年         | スーパー・セレクション II                            | ビクター音楽産業 / Invitation         |
| 4th  | 1984年12月5日  | TAKANAKA'S COCKTAIL                                  | Kitty Records                         |
| 5th  | 1985年6月1日   | Go-on                                                | Kitty Records                         |
| 6th  | 1985年10月21日 | READY TO FLY / THE BEST                              | ビクター音楽産業 / Invitation         |
| 6th  | 1988年10月21日 | BEST ONE                                             | ビクター音楽産業 / Invitation         |
| 7th  | 1985年12月21日 | SINGING AND PLAYING                                  | Kitty Records                         |
| 8th  | 1987年11月25日 | SWEET NOIZ MAGIC -Master Mix Best-                   | 東芝EMI / EASTWORLD                   |
| 9th  | 1987年12月5日  | ベストセレクションズ                                 | Kitty Records                         |
| 10th | 1988年12月1日  | SELECTION20 高中正義                                 | 東芝EMI / EASTWORLD                   |
| 11th | 1992年7月1日   | TAKANAKA BEST“FOR LOVERS”                            | Kitty Records                         |
| 12th | 1992年7月1日   | TAKANAKA BEST“ON THE HIGHWAY”                        | Kitty Records                         |
| 13th | 1992年7月1日   | TAKANAKA BEST“ON THE BEACH”                          | Kitty Records                         |
| 14th | 1993年1月27日  | The Lover                                            | 東芝EMI / EASTWORLD                   |
| 15th | 1993年7月25日  | Strings & Voices best selection                      | Kitty Records                         |
| 16th | 1994年5月25日  | Masayoshi Takanaka best selection Takanaka Spirits   | Kitty Records                         |
| 17th | 1995年5月25日  | BEST of ME TAKANAKA anthology 1976-1984              | Kitty Records                         |
| 18th | 1995年9月20日  | Singles 1985-1994 Complete Best                      | 東芝EMI / EASTWORLD                   |
| 18th | 2005年6月29日  | CD&DVD THE BEST Singles 1985-1994 Complete Best      | 東芝EMI / EASTWORLD                   |
| 19th | 1996年5月25日  | a place in summer                                    | Kitty Records                         |
| 20th | 1996年10月25日 | WINTER DAYS AND STARRY NIGHTS                        | Kitty Records                         |
| 21st | 1996年11月21日 | スペシャル1800                                       | Kitty Records                         |
| 22nd | 1997年5月25日  | Complete Kitty Singles Collection                    | Kitty Records                         |
| 23rd | 1997年12月10日 | SUPER TAKANAKA BEST                                  | 東芝EMI / EXPRESS                     |
| 24th | 1998年6月10日  | Trade Wind〜Takanaka Summer Collection               | Kitty Records                         |
| 25th | 2001年5月23日  | The Best 2001                                        | 東芝EMI / EXPRESS                     |
| 26th | 2001年6月21日  | PaPa's Lagoon                                        | キティMME                             |
| 27th | 2001年12月6日  | The Best 30th                                        | 東芝EMI / EXPRESS                     |
| 28th | 2003年6月25日  | THE GUITAR GOBLIN -TAKANAKA THE BEST-                | ユニバーサルミュージック              |
| 29th | 2004年9月8日   | GOLDEN☆BEST                                          | ユニバーサルミュージック              |
| 30th | 2005年6月1日   | SOUNDS OF SUMMER THE VERY BEST OF MASAYOSHI TAKANAKA | ユニバーサルミュージック              |
| 31st | 2006年1月18日  | Prime Selection                                      | ユニバーサルミュージック              |
| 32nd | 2007年3月21日  | SINGIN' and GUITAR Best Selection                    | ユニバーサルミュージック              |
| 33rd | 2011年2月23日  | GOLDEN☆BEST EMI YEARS                                | EMIミュージック・ジャパン / EASTWORLD |
| 34th | 2011年12月7日  | SUPER COLLECTION Kitty Years                         | ユニバーサルミュージック              |
| 35th | 2011年12月7日  | SUPER COLLECTION EMI Years                           | EMIミュージック・ジャパン / EASTWORLD |
| 36th | 2018年3月21日  | エッセンシャル・ベスト 1200 高中正義                 | ユニバーサルミュージック              |
| 37th | 2021年9月15日  | TAKANAKA ALL TIME SUPER BEST                         | ユニバーサルミュージック              |
| 38th | 2021年9月15日  | TAKANAKA ALL TIME SUPER BEST〜SELECTION              | ユニバーサルミュージック              |

### CD BOX
| #                        | 発売日                   | タイトル                                             |
| ユニバーサルミュージック | ユニバーサルミュージック | ユニバーサルミュージック                             |
| ------------------------ | ------------------------ | ---------------------------------------------------- |
| 1st                      | 2004年5月26日            | TAKANAKA THE BOX 〜KITTY YEARS〜                     |
| 2nd                      | 2021年11月17日           | TAKANAKA 12inch + Mini-Album 50th Anniversary CD BOX |

### 映像作品
| #                   | 発売日         | タイトル                                                                        |
| PIONEER             | PIONEER        | PIONEER                                                                         |
| ------------------- | -------------- | ------------------------------------------------------------------------------- |
| 1st                 | 1983年12月21日 | TAKANAKA WORLD                                                                  |
| Kitty Records       |                |                                                                                 |
| 2nd                 | 1981年         | SUPER LIVE                                                                      |
| 3rd                 | 1982年         | GUITAR FANTASIA                                                                 |
| 4th                 | 1983年         | CAN I SING?                                                                     |
| 東芝EMI / EASTWORLD |                |                                                                                 |
| 5th                 | 1988年7月5日   | JUNGLE JANE TOUR LIVE                                                           |
| 6th                 | 1988年12月5日  | THE PARTY'S JUST BEGUN                                                          |
| 7th                 | 1991年2月27日  | ONE NIGHT GIG                                                                   |
| 8th                 | 1995年4月8日   | COVERS -Live at The Complex-                                                    |
| 9th                 | 1997年12月10日 | TOUR'97 虹伝説II ACT-I THE WHITE GOBLIN                                         |
| 10th                | 1997年12月10日 | TOUR'97 虹伝説II ACT-II 過去へのタイムマシン                                    |
| キティMME           |                |                                                                                 |
| 11th                | 2000年12月20日 | 虹伝説 RAINBOW GOBLINS STORY                                                    |
| Lagoon Records      |                |                                                                                 |
| 12th                | 2003年12月17日 | 晴天 TAKANAKA 2003 LIVE                                                         |
| 13th                | 2005年2月2日   | 一天 〜SUPER TAKANAKA LIVE! 2004〜                                              |
| 14th                | 2005年10月19日 | 快晴 CROSSOVER JAPAN '05 LIVE そして沖縄                                        |
| 15th                | 2006年2月22日  | 夕天 〜SUPER TAKANAKA LIVE! 2005〜                                              |
| 16th                | 2007年12月12日 | 南東風 〜SUPER LIVE 2007〜                                                      |
| 17th                | 2008年12月24日 | 南西風 〜SUPER LIVE 2008〜                                                      |
| 18th                | 2010年1月27日  | 夏道 〜SUPER LIVE 2009〜                                                        |
| 19th                | 2011年1月27日  | "軽井沢白昼夢" SUPER LIVE 2010                                                  |
| 20th                | 2012年3月28日  | 40周年記念最終章 SUPER COLLECTION                                               |
| 21st                | 2013年2月6日   | 高中正義 SUPER LIVE 2012 TAKANAKA伝説                                           |
| 22nd                | 2014年3月26日  | 60th Anniversary Live TAKANAKA WAS REBORN                                       |
| 23rd                | 2015年3月25日  | SUPER TAKANAKA LIVE 2014 渋谷ハロウィンライヴ 貞子サンダーストーム              |
| 24th                | 2016年3月23日  | SUPER TAKANAKA LIVE 2015 ～My Favorite Songs～                                  |
| 25th                | 2017年3月29日  | 高中正義45周年記念 THE BEST                                                     |
| 26th                | 2018年3月28日  | Christmas Special Live 2017 まさよし この夜                                     |
| 27th                | 2019年5月22日  | 高中正義 TAKANAKA SUPER LIVE 2018 “BRASILIAN SKIES 40th” 野音 de カーニバル!!   |
| 28th                | 2020年6月10日  | TAKANAKA SUPER LIVE 2019 Blue Lagoon 40th Christmas Special                     |
| 29th                | 2021年6月23日  | TAKANAKA SUPER LIVE 2020 RAINBOW FINGER DANCIN' Christmas Special               |
| 30th                | 2021年11月17日 | 虹伝説BOX-40th Anniversary Deluxe Edition-                                      |
| 31st                | 2022年7月27日  | デビュー50周年 TAKANAKA SUPER LIVE 2021 高中正義 虹伝説ファイナル at 日本武道館 |
| 32nd                | 2023年7月26日  | TAKANAKA SUPER LIVE 2022 SAUDADE                                                |
| 33rd                | 2024年7月10日  | TAKANAKA SUPER BEST LIVE 2023 ULTRASEVEN-T                                      |

### 参加作品
| 発売日        | タイトル                                               | 備考 | 発売元              |
| ------------- | ------------------------------------------------------ | --- | ------------------- |
| 1988年4月6日  | 抱きしめたい                                           | ビートルズのトリビュートアルバム。 1曲目の「ノーウェジアン・ウッド (ノルウェーの森)」に松任谷由実とともに参加。                                                   | 東芝EMI / EASTWORLD |
| 1998年4月15日 | 名探偵コナン 14番目の標的 オリジナル・サウンドトラック | 1998年に公開されたアニメ映画『名探偵コナン 14番目の標的』のサウンドトラック。 1曲目の「名探偵コナン メイン・テーマ (標的ヴァージョン)」にリードギターとして参加。 | ポリグラム          |

## タイアップ一覧
| 作品発売年 | 楽曲                             | タイアップ                                                   | 時期   | 備考                                                           |
| ---------- | -------------------------------- | ------------------------------------------------------------ | ------ | -------------------------------------------------------------- |
| 1976年     | SWEET AGNES                      | 東映映画『太陽の恋人 アグネス・ラム』主題歌                  | 1976年 |                                                                |
| 1976年     | OH! TENGO SUERTE                 | 東映映画『太陽の恋人 アグネス・ラム』挿入曲                  | 1976年 |                                                                |
| 1976年     | トーキョー レギー                | 東映映画『太陽の恋人 アグネス・ラム』挿入歌                  | 1976年 |                                                                |
| 1976年     | TROPIC BIRDS                     | 東映映画『太陽の恋人 アグネス・ラム』挿入曲                  | 1976年 | エンドロールでは、イントロとアウトロのコーラスが使われている。 |
| 1976年     | TROPIC BIRDS                     | テレビ朝日系『ザ・スーパーカー』テーマ曲                     | 1977年 |                                                                |
| 1977年     | MAMBO NO.5                       | フジテレビ系『うる星やつら』挿入曲                           | 1982年 |                                                                |
| 1977年     | MAMBO NO.5                       | フジテレビ系『めぞん一刻』挿入曲                             | 1986年 | 第15話Bパートにて起用。                                        |
| 1977年     | READY TO FLY                     | パイオニア『S-180A』CMソング                                 | 1979年 | ライブアルバム『SUPER TAKANAKA LIVE!』バージョン使用           |
| 1977年     | READY TO FLY                     | 東宝映画『だいじょうぶマイ・フレンド』挿入曲                 | 1983年 |                                                                |
| 1978年     | DISCO 'B'                        | フジテレビ系『うる星やつら』挿入曲                           | 1982年 |                                                                |
| 1979年     | BLUE LAGOON                      | パイオニア・ステレオCMソング                                 | 1979年 |                                                                |
| 1980年     | MAMBO No.6                       | 日本テレビ系『あしたのジョー2』挿入曲                        | 1981年 |                                                                |
| 1980年     | 空ド白ソ                         | フジテレビ系『北の国から』挿入曲                             | 1982年 |                                                                |
| 1980年     | SPACE WAGON                      | マツダ ファミリア イメージ・ソング                           | 1980年 |                                                                |
| 1980年     | SPACE WAGON                      | フジテレビ系『うる星やつら』挿入曲                           | 1982年 |                                                                |
| 1980年     | SPACE WAGON                      | フジテレビ系『めぞん一刻』挿入曲                             | 1986年 | 第15話Bパートにて起用。                                        |
| 1980年     | FINGER DANCIN'                   | 日本テレビ系『あしたのジョー2』挿入曲                        | 1981年 |                                                                |
| 1980年     | FINGER DANCIN'                   | フジテレビ系『うる星やつら』挿入曲                           | 1983年 | 第64話、70話、79話、81話、91話、108話にて起用。                |
| 1980年     | FINGER DANCIN'                   | フジテレビ系『めぞん一刻』挿入曲                             | 1986年 | 第15話Bパートにて起用。                                        |
| 1981年     | YOU CAN NEVER COME TO THIS PLACE | パイオニア『S-180A』CMソング                                 | 1981年 |                                                                |
| 1981年     | PROLOGUE                         | フジテレビ系『北の国から』挿入曲                             | 1982年 |                                                                |
| 1981年     | SPEED OF LOVE                    | マツダ ファミリアイメージ・ソング                            | 1981年 |                                                                |
| 1982年     | SAUDADE                          | マツダ ファミリアイメージ・ソング                            | 1982年 |                                                                |
| 1982年     | A Fair Wind                      | マツダ ファミリアイメージ・ソング                            | 1982年 |                                                                |
| 1983年     | To you                           | マツダ"ファミリア"CMソング                                   | 1983年 |                                                                |
| 1983年     | JUMPING TAKE OFF                 | 新型ファミリアターボCMソング                                 | 1983年 |                                                                |
| 1983年     | Can I Sing...For You             | マツダ"ファミリア"CMソング                                   | 1983年 |                                                                |
| 1984年     | SUMMERTIME BLUES                 | マツダ"ファミリア"CMソング                                   | 1984年 |                                                                |
| 1985年     | 渚・モデラート                   | 東芝ビデオ『ビュースター』イメージ・ソング                   | 1985年 |                                                                |
| 1985年     | エピダウロスの風                 | 東芝Hi-Fiビデオイメージ・ソング                              | 1985年 |                                                                |
| 1985年     | ILLUSION                         | 東芝Hi-Fiビデオイメージ・ソング                              | 1985年 |                                                                |
| 1986年     | CHINA                            | 東宝東和提供『霊幻道士』テーマ曲                             | 1986年 |                                                                |
| 1986年     | SHAKE IT                         | TBS系ドラマ『お坊っチャマにはわかるまい!』挿入曲             | 1986年 |                                                                |
| 1986年     | SHAKE IT                         | クラリオン CMソング                                          | 1986年 |                                                                |
| 1986年     | WARM SUMMER WOMAN                | 東芝DIGITAL・Hi-Fiビデオイメージソング                       | 1986年 |                                                                |
| 1987年     | BAD CHICKEN                      | 東芝ビデオデジタルハイファイCMソング                         | 1987年 |                                                                |
| 1987年     | SUMMER YOU                       | CHINON SPLASH CMソング                                       | 1987年 |                                                                |
| 1987年     | SMOOTHER                         | テレビ朝日系全国ネット『ニュースシャトル』エンディングテーマ | 1987年 |                                                                |
| 1987年     | STANDING ON THE EDGE OF LOVE     | 東芝DIGITAL・Hi-FiCMソング                                   | 1987年 |                                                                |
| 1988年     | Positive Touch                   | 朝日放送『新・部長刑事 アーバンポリス24』オープニングテーマ  | 1990年 |                                                                |
| 1989年     | MESA BOOGIE                      | 日本テレビ系『面白スタジアム』オープニングテーマ             | 1989年 |                                                                |
| 1989年     | THE PARTY'S JUST BEGUN           | TBS系ドラマ『ホテル物語・夏!』挿入曲                         | 1989年 |                                                                |
| 1990年     | Can You Feel It                  | テレビ朝日系『ル・マン24時間レース』テーマ曲                 | 1990年 |                                                                |
| 1991年     | BALLADE 2U                       | 日産 マキシマCM曲                                            | 1991年 |                                                                |
| 1992年     | Once In A Blue Moon              | TBS系『水曜ロードショー』エンディングテーマ                  | 1992年 |                                                                |
| 1993年     | NAPOLEON FUNK                    | NTV系『所さんのお騒がせデス』オープニング・テーマ            | 1993年 |                                                                |
| 1993年     | BLUE SHARK                       | CX系『THE WEEK』オープニング・テーマ                         | 1993年 |                                                                |
| 1996年     | GUITAR WONDER                    | ダイハツ ムーヴCMソング                                      | 1996年 |                                                                |
| 1996年     | KOREYA!                          | YAMAHA SRVCMソング                                           | 1996年 |                                                                |
| 1997年     | Into the Sky                     | 日本テレビ系『スポーツうるぐす』エンディングテーマ           | 1997年 |                                                                |

## 提供曲
- 石井明美

「SHAKE UP 〜抱きしめて〜」
- ジャッキー・チェン

「CHINA BLUE」
- 中森明菜

「十戒 (1984)」
「秋はパステルタッチ」
- 堀ちえみ

「風のサザン・カリフォルニア」
- 本木雅弘&岸田今日子

「泣かないで」
- 荻野目洋子

「スロープに天気雨」
- 二名敦子

「カラパナ・ブラックサンド・ビーチ」

## 参加作品

### あ行
- 麻丘めぐみ

「わたしの彼は左きき」
- 浅川マキ

『ブルー・スピリット・ブルース』
『裏窓 MAKI V』
- 浅野ゆう子

「セクシー・バス・ストップ」
「ハッスル・ジェット」
「LOVE BEAT 3-3-7」
「ムーンライト・タクシー」
「リンゴの心」
- イエロー・マジック・オーケストラ

『イエロー・マジック・オーケストラ』
『イエロー・マジック・オーケストラ (US版)』
- 泉谷しげる

『光と影』
- 井上陽水

『陽水II センチメンタル』
『氷の世界』
『招待状のないショー』
「なぜか上海」
『スニーカーダンサー』
- 遠藤賢司

『KENJI』
『HARD FOLK KENJI』
- 小椋佳

『道草』
- 小原礼

『PICARESQUE』
- オフコース

「忘れ雪」

### か行
- 加藤和彦

『Catch-22』
「優しい夜の過し方」
『あの頃、マリー・ローランサン』
- ガロ

『GARO 3』
- 来生たかお

『浅い夢』
- 桑名正博

『哀愁トゥナイト』

### た行
- 高橋幸宏

『サラヴァ!』
- ティン・パン・アレー

『キャラメル・ママ』

### な行
- 中森明菜

『POSSIBILITY』

### は行
- 浜田省吾

「愛のかけひき」
「独りぼっちのハイウェイ」
- 深町純

『Spiral Steps』
- ポール岡田

「悲しみのティ・パーティ」

### ま行
- 松任谷由実

『Yumi Arai The Concert with old Friends』
- 松任谷由実・小田和正・財津和夫

「今だから」
- 向谷実

『ティクル・ジ・アイボリー』

### や行
- 矢沢永吉

『THE STAR IN HIBIYA』
- 吉田拓郎

「おきざりにした悲しみは」
『たくろうLIVE'73』
『吉田拓郎 ONE LAST NIGHT IN つま恋』
『サマルカンド・ブルー』
『みんな大好き』

## テレビ出演
- お坊っチャマにはわかるまい! （1986年）
- オレたちひょうきん族(1986年)
- MERRY X'MAS SHOW（1987年12月24日）
- 噂的達人
- LOVE LOVEあいしてる (1996年 - 1997年)
- TK MUSIC CLAMP
- 徹子の部屋[7][8] （2012年9月27日）
- 夏木スタイル One of Love（2014年）

## その他
- 「ミスタープロレス」こと天龍源一郎（元プロレスラー）の入場テーマ曲が「THUNDER STORM」である。2015年11月15日に両国国技館で開催された天龍の引退試合「革命終焉 ～Revolution Final～」ではゲストとして出演し、リング上で生演奏した。
- テレビ宮崎の『さんさんサタデー』のテーマ曲として「Ready To Fly」が使用された。
- 2004年9月19日にツインリンクもてぎで行われたMotoGP日本グランプリのオープニングセレモニーで「君が代」を演奏した。
- そばアレルギーである[9]。
- フジテレビ『オレたちひょうきん族』の「ひょうきんベストテン」に当時のライブ会場である神奈川県立県民ホールから中継で出演し、寺田理恵子アナが前説をして「SHAKE IT」の演奏がスタートしたが、ステージに高中に扮した小林すすむ（ヒップアップ）が登場し、高中は爆笑していた。またアダモちゃんや「西川のりおとちょうちんブルマーズ」も乱入した。
- 自他ともに認める「雨男」である。